# William Worthy
William Worthy est un journaliste et militant américain né le 7 juillet 1921 à Boston et décédé le 4 mai 2014. Il a notamment travaillé pour le Baltimore Afro-American, et a participé au mouvement des droits civiques.
En violation des règles du département d'État des États-Unis relatives aux voyages, Worthy se rend en république populaire de Chine en 1957-1959. Son passeport lui est confisqué à son retour, ce qui ne l'empêche pas de se rendre à Cuba en 1961. Il est arrêté à son retour aux États-Unis, en vertu de l'Immigration and Nationality Act of 1952 (en), mais sort finalement vainqueur du procès qui s'ensuit. Néanmoins, il ne récupère son passeport qu'en 1968
En 1964, le chanteur folk Phil Ochs a consacré une chanson aux déboires de Worthy à son retour de Cuba sur son premier album All the News That's Fit to Sing.